# Maria von Brabant (1226–1256)

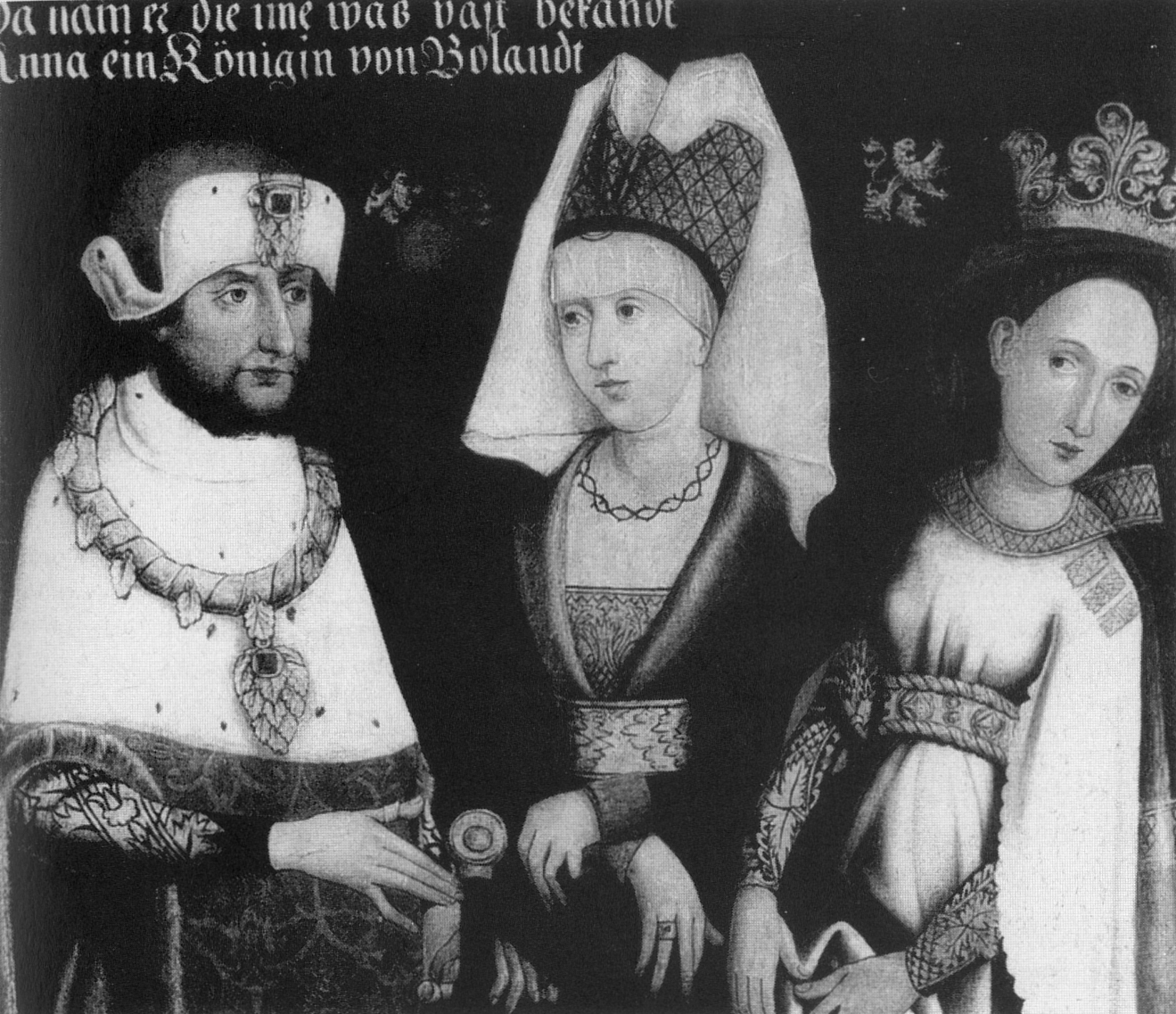
Maria von Brabant (mit gekreuzten Händen) zwischen ihrem Ehemann Ludwig dem Strengen und dessen zweiter Frau Anna von Glogau

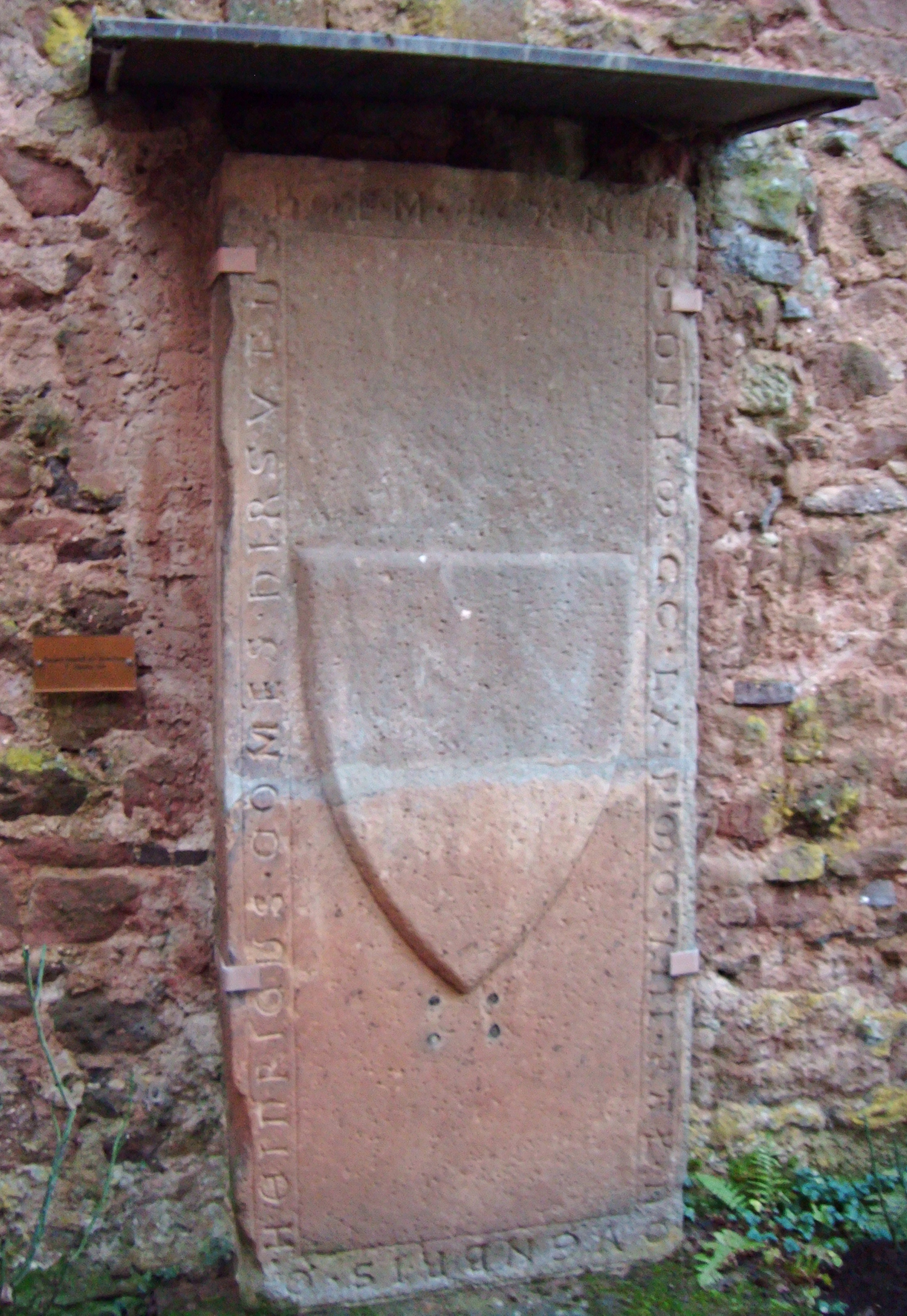
Grabplatte des Ritters Raugraf Heinrich I. († 1261), Kloster Rosenthal (Pfalz)

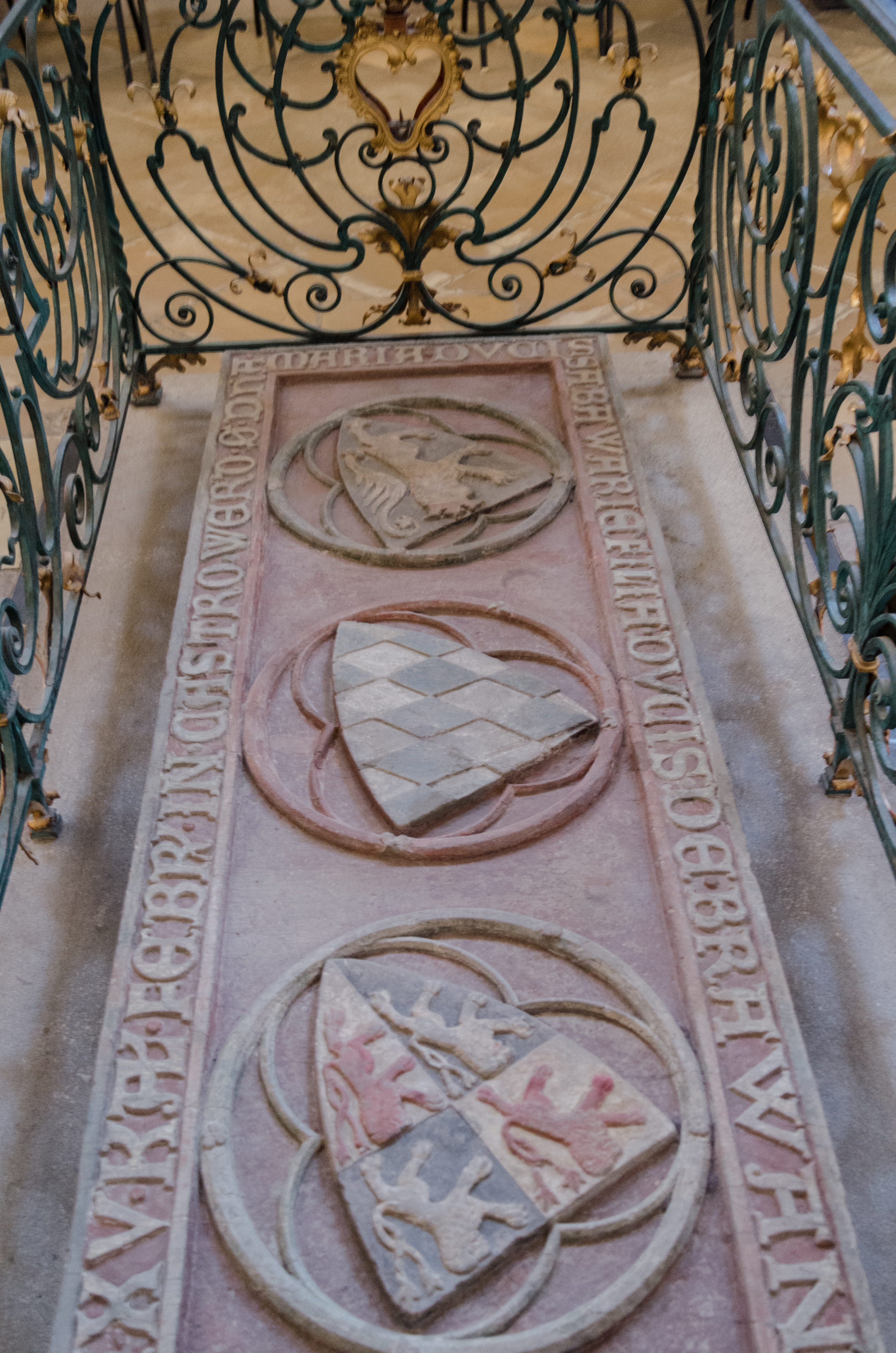
Epitaphplatte Marias von Brabant in Kloster Heilig Kreuz (Donauwörth)

Maria von Brabant (* 1226; † 18. Januar 1256 in Donauwörth) war als Ehefrau von Herzog Ludwig II., dem Strengen Herzogin von Bayern und Pfalzgräfin bei Rhein.
Sie war die Tochter des Herzogs Heinrich II. von Brabant und Lothringen aus seiner ersten Ehe mit Maria, Tochter Königs Philipps von Schwaben. Am 2. August 1254 heiratete sie in Landshut Ludwig den Strengen, Herzog von Bayern. Dieser ließ sie am 18. Januar 1256 in Donauwörth (damals „Werd“) auf der Burg Mangoldstein aus Eifersucht enthaupten.

## Geschichte
Herzog Ludwig der Strenge war Anfang 1256 in der Rheinpfalz auf Kriegszug. Um ihren Mann zur Rückkehr zu bewegen, schrieb Maria von Brabant ihm einen Brief, und sandte auch einen an einen befreundeten Ritter. Der Bote verwechselte jedoch die beiden Briefe. Angeblich vermutete Ludwig der Strenge daraufhin aufgrund einer missverstandenen Formulierung, dass ihm seine Frau untreu wäre. Er brach sofort nach Mangoldstein bei Donauwörth auf, wo er ohne weitere Untersuchung seine Frau enthaupten ließ. Auch zwei Hofdamen und der Burgvogt wurden in der Nacht vom 17. auf den 18. Januar 1256 Opfer der blinden Eifersucht Ludwigs. Der Adressat des Briefes, dessen Verwechslung zur Mordtat geführt hatte, war ein Bruder des Wormser Bischofs Eberhard I., der Raugraf Heinrich I. von Baumbach, der schon 1261 starb und im Kloster Rosenthal bestattet wurde, das sein Onkel Eberhard IV. von Eberstein gestiftet hatte.

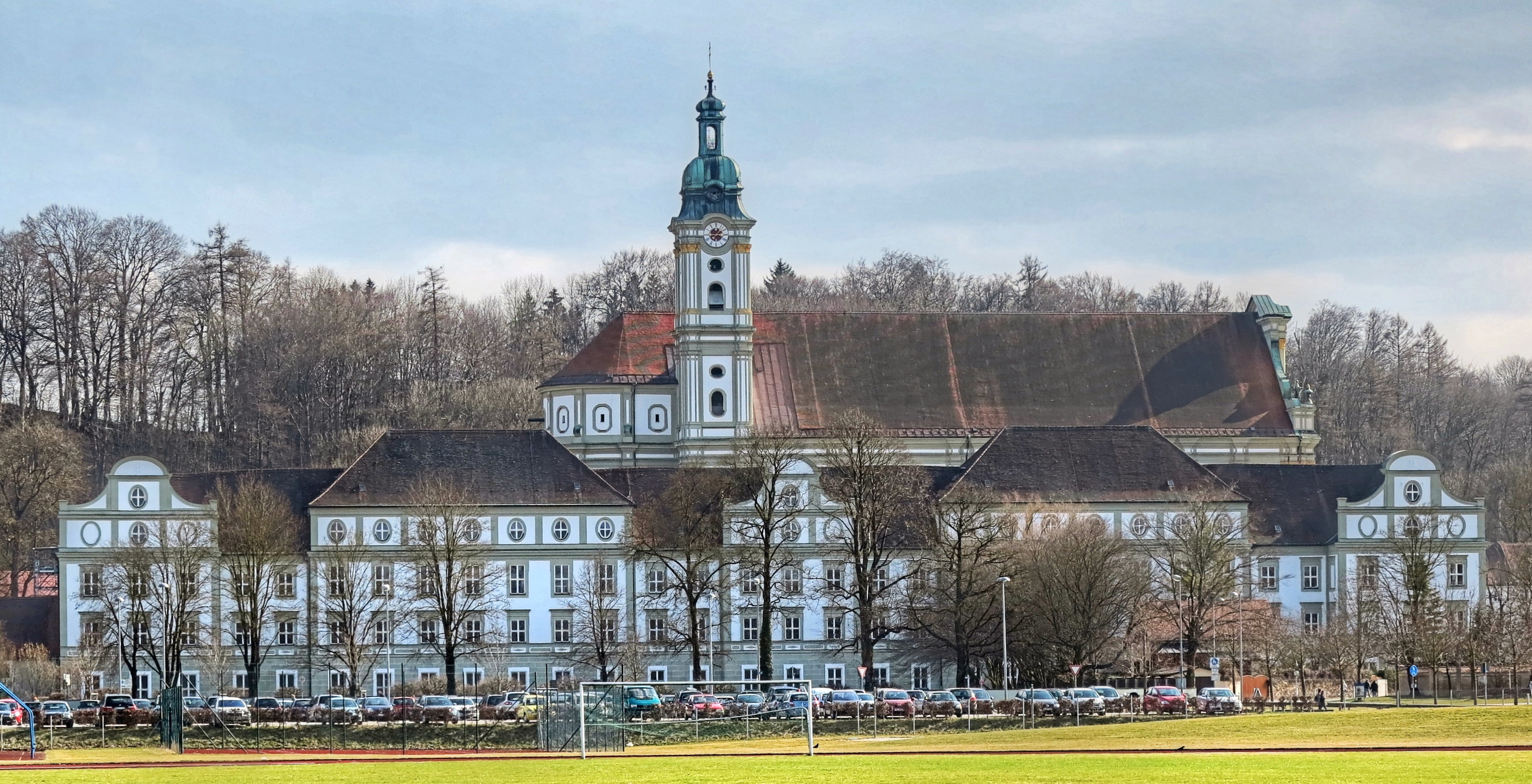
Kloster Fürstenfeld _{Seitenansicht}

Später soll Ludwig der Strenge erkannt haben, seine Frau zu Unrecht verdächtigt zu haben. Als Buße für die Hinrichtung stiftete er das Zisterzienserkloster Fürstenfeld beim heutigen Fürstenfeldbruck. Sein Beiname „der Strenge“ wurde ihm, wohl auch wegen des Mordes an seiner ersten Frau, erst später gegeben.
Neuere Untersuchungen werfen jedoch ein anderes Licht auf den Mord. Demnach könnte die vermeintliche Untreue nur ein Vorwand gewesen sein und es waren eher politische Motive ausschlaggebend. Von Bedeutung ist an dieser Stelle die Verwandtschaft Maria von Brabants mit dem damaligen deutschen (Gegen-)König Wilhelm von Holland, der im Januar gleichen Jahres den Tod fand.
Herzogin Maria von Brabant ist in der Gruft der Klosterkirche Hl. Kreuz zu Donauwörth beigesetzt. In der Kirche befindet sich eine Epitaphplatte, umgeben von einem aufwändigen Schmiedeeisen-Gitter, das Prinzregent Luitpold von Bayern stiftete. Daneben sind auch Gedenktafeln für die getöteten Hofdamen in den Boden eingelassen.

## Freilichtspiele
In Donauwörth finden alljährlich im Sommer auf der Freilichtbühne am Mangoldfelsen mehrere Aufführungen statt. Vor einigen Jahren wurden in diesem Stück am ehemaligen Standort der Burg Mangoldstein die tragischen Ereignisse um den Tod Marias von Brabant nachgespielt.